# Giuliana Fiorentino Tedeschi
Giuliana Fiorentino Tedeschi (Milano, 9 aprile 1914 – Torino, 28 giugno 2010) è stata una scrittrice e superstite dell'Olocausto italiana, autrice di memorie sulla sua esperienza di sopravvissuta al campo di concentramento di Auschwitz.

## Biografia
Giuliana Fiorentino nasce a Milano il 9 aprile 1914, in una famiglia ebraica, figlia di Carlo Fiorentino e di Rina Rietti. Trascorre l'infanzia e l'adolescenza a Napoli, dove il padre, rappresentante farmaceutico, si era trasferito per lavoro; quindi, ritornata a Milano, nel 1936 si laurea all'Università degli Studi di Milano in Glottologia con Benvenuto Terracini
L'emanazione delle leggi razziali fasciste nel 1938 le precludono l'accesso alla cattedra di insegnamento nelle medie superiori cui, superato il concorso, avrebbe avuto diritto.
Si sposa con l'architetto Giorgio Tedeschi, trasferendosi nel 1939 a Torino, luogo d'origine della famiglia del marito. Nascono due bambine. Qui, dopo anni difficili, l'8 marzo 1944 Giuliana è arrestata con il marito e la suocera, Eleonora Levi. Le due bambine vengono invece messe fortunosamente in salvo dalla fedele domestica.
I tre sono condotti nel carcere di Torino e quindi al campo di transito di Fossoli e di qui, il 5 aprile 1944, deportati ad Auschwitz con altre 600 persone (trasporto 37 Tibaldi; convoglio n. 9 Picciotto).  Eleonora Levi viene immediatamente selezionata per la camera a gas; Giorgio e Giuliana vengono separati. Giuliana, immatricolata a Birkenau, diventa il n. 76847. Con loro ha viaggiato anche il cugino Vittorio Tedeschi (arrestato in altre circostanze e destinato a perire a Mauthausen il 25 aprile 1945). Il mese successivo Giuliana vedrà giungere ad Auschwitz anche la sorella di Vittorio, Natalia Tedeschi, successivamente trasferita altrove, ma anch'ella sopravvissuta.
Giorgio Tedeschi muore il 25 gennaio 1945 nella marcia di evacuazione da Auschwitz . Anche Giuliana, trasferita nell'autunno 1944 ad Auschwitz I, lascerà il campo il 18 gennaio 1945 con una delle marce di evacuazione verso il campo di concentramento di Ravensbrück, dove giunge probabilmente nei primi giorni di febbraio. Viene poi trasportata (probabilmente il 22 febbraio) nel sottocampo di Malchow: sarà liberata da russi e francesi durante la marcia di evacuazione da quest'ultimo Lager (presso Lorenzkirch, il 22 aprile 1945).
Tornata in Italia Giuliana ritrova le due figlie sfuggite alla cattura e alla deportazione. Nel 1946 pubblica Questo povero corpo (Editrice Italiana, Milano), una delle prime memorie di deportati italiani dai campi di concentramento nazisti. Sette furono i deportati ebrei autori di racconti autobiografici pubblicati in Italia nei primi anni del dopoguerra: Lazzaro Levi alla fine del 1945, Luciana Nissim Momigliano, Alba Valech Capozzi, Frida Misul e appunto Giuliana Fiorentino Tedeschi nel 1946, e infine nel 1947 Primo Levi e Liana Millu. Ad essi vanno aggiunti: Luigi Ferri, la cui deposizione (in tedesco) è resa nell'aprile 1945 di fronte ad uno dei primi tribunali d'inchiesta sui crimini nazisti; Sofia Schafranov, la cui testimonianza è raccolta nel 1945 in un libro-intervista di Alberto Cavaliere; e Bruno Piazza, il cui memoriale, scritto negli stessi anni, sarà però pubblicato solo nel 1956.
Ad un'intensa attività di testimonianza e di memoria della deportazione e della persecuzione nazifasciste, Giuliana unisce nel dopoguerra il lavoro di docente in un Liceo magistrale di Torino, pubblicando libri di testo e antologie per le scuole, tra cui, con Alma Petrini, un Corso di lingua latina (Torino: Petrini, 1966) e un Corso di lingua greca (Torino: Lattes, 1970).
Nel 1988 Giuliana pubblica un secondo libro di memorie sulla sua esperienza nei lager nazisti (C'è un punto della terra… Una donna nel lager di Birkenau, La Giuntina, Firenze), rielaborando ed ampliando il materiale usato nel suo primo libro.
Nel 2002 esce una ristampa del suo primo libro di memorie (Edizioni dell'Orso, Alessandria) e nel  2004 è, con Goti Herskovits Bauer e Liliana Segre, una delle tre donne ex-deportate intervistate da Daniela Padoan nel volume Come una rana d'inverno. Conversazioni con tre donne sopravvissute ad Auschwitz (Bompiani, Milano).
Nel 2009 la testimonianza di Giuliana Fiorentino Tedeschi è inclusa nel progetto di raccolta dei "racconti di chi è sopravvissuto", una ricerca condotta tra il 1995 e il 2008 da Marcello Pezzetti per conto del Centro di documentazione ebraica contemporanea che ha portato alla raccolta delle testimonianze di quasi tutti i sopravvissuti italiani dai campi di concentramento allora ancora viventi.
Giuliana Tedeschi muore a Torino il 28 giugno 2010.

## Vita privata
Sua figlia Erica fu la moglie dello scrittore e poeta Guido Ceronetti, da cui visse poi separata ma in buoni rapporti.